# Rimons

Rimons este o comună în departamentul Gironde din sud-vestul Franței. În 2009 avea o populație de 202 de locuitori.

## Evoluția populației
| An        | 1975 | 1982 | 1990 | 1999 | 2006 | 2009 |
| --------- | ---- | ---- | ---- | ---- | ---- | ---- |
| Populație | 194  | 181  | 188  | 190  | 195  | 202  |